# Licytacja (prawo)
Licytacja – rodzaj publicznej sprzedaży, w której nabywcą zostaje osoba lub podmiot prawny, która zadeklaruje najwyższą kwotę. Licytacja zawsze odbywa się „w górę” poprzez postąpienie. Mechanizm ten wykorzystuje się najczęściej podczas różnego rodzaju aukcji, których celem jest sprzedaż przedmiotu (nieruchomości, dzieła sztuki, długu). Procedurą pokrewną jest przetarg, gdzie kontrahentem zostaje osoba lub podmiot prawny, zgłaszający najwyższą (np. kupujący nieruchomość) lub najniższą (np. oferujący usługę) ofertę. Zarówno przetarg, jak i licytacja, są najczęstszą i preferowaną formą doprowadzania do transakcji kupna-sprzedaży, w których stroną są podmioty publiczne.